# Arachniodes × masakii
Arachniodes × masakii là một loài dương xỉ trong họ Dryopteridaceae. Loài này được Sa.Kurata mô tả khoa học đầu tiên năm 1968.